# Leptoneta conimbricensis
Leptoneta conimbricensis là một loài nhện trong họ Leptonetidae.
Loài này thuộc chi Leptoneta. Leptoneta conimbricensis được miêu tả năm 1986 bởi Machado & Ribera.